# Awgustyn Woloschyn
Awgustyn Iwanowitsch Woloschyn (ukrainisch Авґустин Волошин, tschechisch Augustin Vološin; * 17. März 1874 in Kelecsény, Rajon Mischhirja; † 19. Juli 1945 in Moskau) war ein karpatenukrainischer Politiker, Lehrer und Schriftsteller. Er war 1939 für wenige Tage Präsident der unabhängigen Karpato-Ukraine.

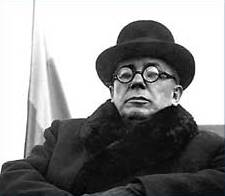
Awgustyn Woloschyn

## Leben
Woloschyn wurde am 17. März 1874 in Kelecsény (heute Keletschyn/Келечин) im Komitat Bereg, Königreich Ungarn geboren und studierte an der Ungvárer Theologieschule und der Universität in Budapest. Danach wurde er griechisch-katholischer Priester und ab 1924 päpstlicher Kämmerer. 1903 bis 1914 war er der Herausgeber der Zeitschrift Nauka, der einzigen ukrainischen Zeitschrift im Königreich Ungarn. Von 1900 bis 1917 war er Professor der Mathematik am Lehrerseminar in Ungvár und wurde 1918 Vorsitzender des Subkarpatischen Nationalrats, welcher 1919 die Tschechoslowakei um konföderalen Anschluss bat, der im Sommer 1919 vollzogen wurde.
1925 bis 1929 war Woloschyn Abgeordneter der Ruthenisch-Nationalen Christlichen Partei im tschechoslowakischen Parlament. Nach der Autonomie der Karpatenukraine innerhalb der Tschecho-Slowakei Č-SR am 11. Oktober 1938, löste er als Führer der Ukrainophilen am 26. Oktober 1938 die Russophilen ab und wurde in Nachfolge von Andrij Brodij Premierminister. Das Land wurde ukrainisiert, eine Armee von 5000 Soldaten aufgestellt. Nach dem Ersten Wiener Schiedsspruch annektierte Ungarn den Süden der Karpatenukraine, die Hauptstadt musste von Uschhorod nach Chust verlegt werden. Seine faschistisch geprägte Partei Ukrajinské národní sjednocení erzielte bei den Wahlen zum Soim am 12. Februar 1939 92,40 %. Woloschyn stand in Verbindung mit der Organisation Ukrainischer Nationalisten und bediente sich faschistischer Methoden im Kampf gegen die politische Opposition.
Nach der Zerschlagung der Tschechoslowakei durch Hitler 1939 erklärte er die Karpatenukraine am 14. März 1939 für unabhängig und wurde am 15. März vom Soim zum Präsidenten ernannt. Die Unabhängigkeitserklärung war allerdings angesichts des ungarischen Einmarsch nur eine symbolische Geste, nur Stunden vor seiner Flucht. Die unabhängige Karpato-Ukraine wurde schon am 16. März 1939 von Ungarn besetzt und annektiert.
Woloschyn floh über Rumänien und Zagreb nach Prag, wo er als Privatperson in einem Kloster wohnte. Nachdem die Sowjetarmee das Gebiet der Karpatenukraine im März 1945 eingenommen hatte, wurde das Gebiet, besiegelt durch einen Vertrag mit der wieder errichteten Tschechoslowakei, zu sowjetischen Territorium und in die Ukrainische Sozialistische Sowjetrepublik eingegliedert. Woloschyn wurde nach der Befreiung Prags im Mai 1945 festgenommen und nach Moskau gebracht, wo er am 19. Juli 1945 im Butyrka-Gefängnis starb.
Von den Kommunisten der Kollaboration mit den Nationalsozialisten beschuldigt, wurde Woloschyn bei Ukrainophilen im Westen zum Helden und Märtyrer für ihre Sache stilisiert.